# 大阪府道・奈良県道701号中垣内南田原線
大阪府道・奈良県道701号中垣内南田原線（おおさかふどう・ならけんどう701ごう なかがいとみなみたわらせん）は、大阪府大東市から奈良県生駒市に至る一般府県道である。

## 概要
大阪府大東市中垣内2丁目から奈良県生駒市南田原町に至る。
阪奈道路完成以前は、この府道の道筋を踏襲して道路が存在した。

### 路線データ
- 起点：大阪府大東市中垣内2丁目（国道170号交点）
- 終点：奈良県生駒市南田原町（南田原バイパス中交差点、国道168号交点）

## 路線状況

### 別名
- 阪奈道路（大阪府道・奈良県道8号大阪生駒線との重複部分）
- 古堤街道（中垣内越道）

### 重複区間
- 大阪府道・奈良県道8号大阪生駒線（大阪府大東市大字中垣内 - 四條畷市上田原）

### 道路施設

#### 橋梁
- 大阪府
  - 両国橋（天野川、四條畷市 - 奈良県生駒市）

## 地理

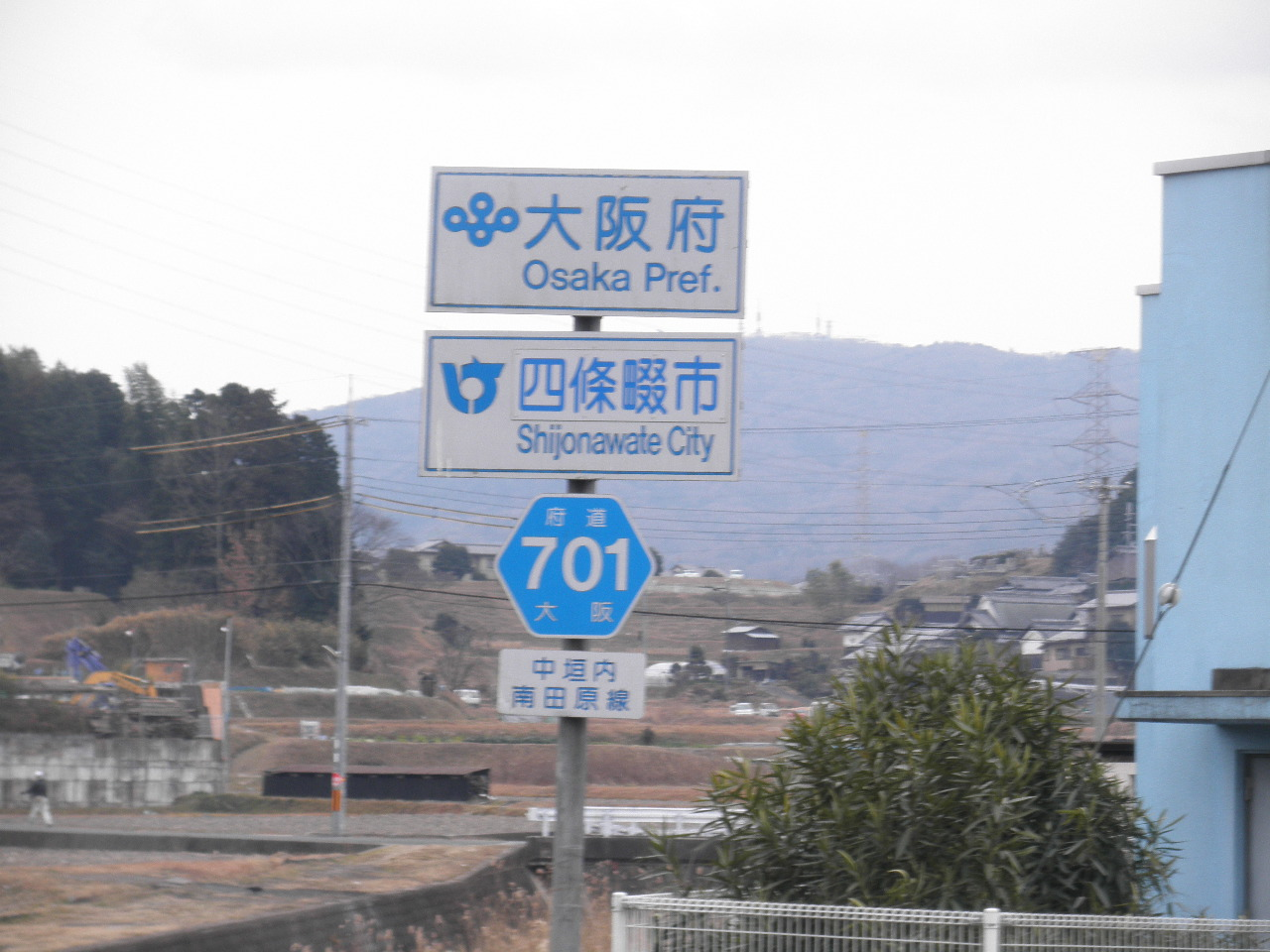
大阪府四条畷市上田原

### 通過する自治体
- 大阪府
  - 大東市 - 四條畷市
- 奈良県
  - 生駒市

### 交差する道路
| 交差する道路                                  | 都道府県名 | 市町村名 | 交差する場所 | 交差する場所                  |
| --------------------------------------------- | ---------- | -------- | ------------ | ----------------------------- |
| 国道170号 大阪府道20号枚方富田林泉佐野線 重複 | 大阪府     | 大東市   | 中垣内2丁目  | 起点                          |
| 大阪府道・奈良県道8号大阪生駒線               | 大阪府     | 大東市   | 中垣内3丁目  |                               |
| 大阪府道・奈良県道8号大阪生駒線 重複区間起点  | 大阪府     | 大東市   | 大字中垣内   |                               |
| 信貴生駒スカイライン                          | 大阪府     | 大東市   | 大字龍間     | 山上口出入口                  |
| 信貴生駒スカイライン                          | 大阪府     | 四條畷市 | 大字上田原   |                               |
| 大阪府道・奈良県道8号大阪生駒線 重複区間終点  | 大阪府     | 四條畷市 | 大字上田原   |                               |
| 国道168号 / 旧道                              | 奈良県     | 生駒市   | 南田原町     | 出店交差点                    |
| 国道168号 / 南田原バイパス                    | 奈良県     | 生駒市   | 南田原町     | 南田原バイパス中交差点 / 終点 |

### 沿線
- 大阪産業大学
- 生駒山